# Dos-d'âne (architecture)
Pour les articles homonymes, voir Dos d'âne.
Le dos-d’âne est une surface formée de deux pentes inclinées de chaque côté de l’arête qui est leur ligne de jonction. En architecture, cette technique était employée pour la construction des ponts.

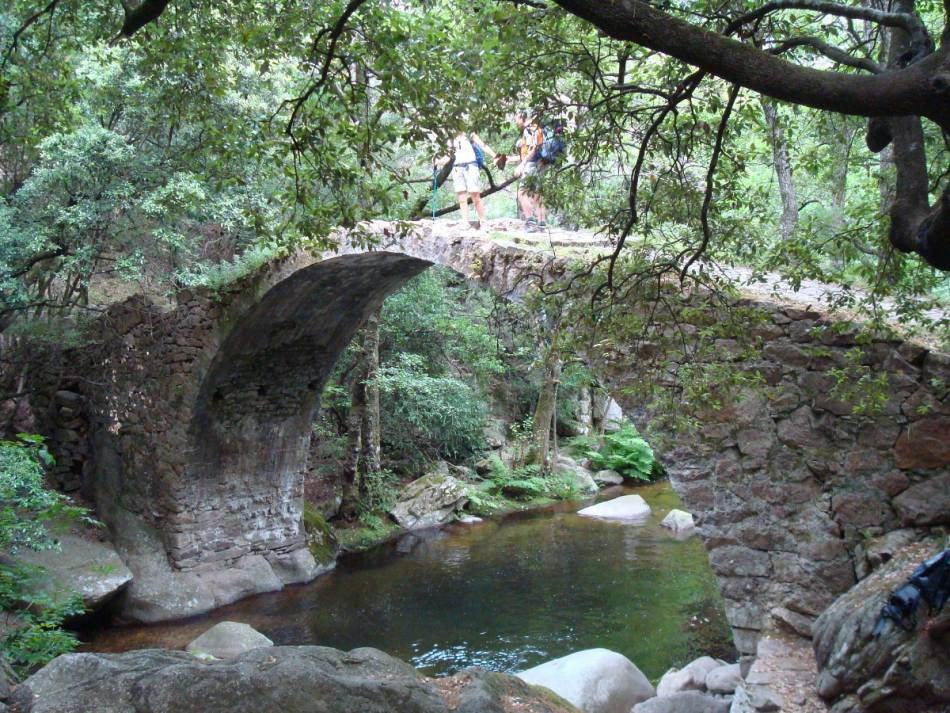
Le pont en dos-d’âne de Zeglia (Corse-du-Sud), gorges de la Spelunca.

## Histoire
Jean Froissart, un chroniqueur de la guerre de Cent Ans appelait « dos d’ âne » le bord extérieur relevé d’un fossé de fortification. L'échine d’un âne est plate, voire légèrement concave, mais une fois bâtée, elle dessine une bosse.
Pour pallier la fragilité des premiers ponts bâtis en pierre avec tablier de bois, les Romains conçurent des ouvrages entièrement maçonnés qui comprenaient généralement une voûte de plein cintre et un tablier en dos-d’âne. Cette méthode fut utilisée depuis le premier siècle de l'ère chrétienne jusqu’à l’aube de la révolution industrielle.
Cette technique était surtout efficace dans les massifs montagneux pour permettre de franchir les eaux tumultueuses des torrents et assurer la liaison entre les localités isolées. On trouve une multitude d’ouvrages de ce genre en Corse, dénommés ponts génois et qui font partie du patrimoine de l’île. Plusieurs de ceux-ci ont subi un élargissement de chaussée et sont plus résistants que les ponts modernes qui parfois ne passent pas l’épreuve de la « crue du siècle ».

## Intérêts
- Le tablier en dos-d’âne permet une voûte en plein cintre, c’est-à-dire une plus grande hauteur entre le lit du fleuve et le tablier du pont ; donc un débit plus important.
- Le tablier en dos-d’âne qui supporte la chaussée, de par sa forme arc-boutée en son centre, répartit les efforts sur les flancs des pierres jusque sur les culées et les falaises rocheuses.

## Construction
L'arche (ou voûte), est construite en pierres taillées et posées provisoirement sur un cintre de bois solidement étançonné sur les flancs de la rive. Le tablier est constitué de pierres plates ou de galets récupérés dans la rivière, cimentés au mortier à la chaux. L’espace entre le tablier et l’extrados de la voûte est rempli d’un amalgame de pierres et ciment qui fait bloc avec l’ensemble.
La chaussée est bordée de chaque côté par un parapet maçonné avec les mêmes matériaux.
Cette technique a évolué vers des ponts de grande longueur à arches multiples reposant sur des piliers posés sur le lit majeur du fleuve ; particulièrement à des affleurements de la roches.

## Quelques ponts célèbres

### En France
- Le pont romain sur le Danube de l’an 101 (pont à piles de pierre et tablier en bois).
- Le pont Royal sur la Seine, à Paris.
- Le pont Jacques-Gabriel sur la Loire, à Blois.
- Le pont romain de Vaison-la-Romaine, le pont antique le plus large et encore en service en France.
- Le pont de Spina-Cavallu, littéralement "Dos de cheval" en corse, sur le Rizzanese, dans l'Alta Rocca.
- Le Ponte Novu, lieu historique de la bataille du même nom entre l'armée corse de Pascal Paoli face au royaume de France.

### Ailleurs en Europe
- Le vieux pont de Mostar, construit en 1566, était solide au point de permettre le passage des Panzer nazis pendant la Seconde Guerre mondiale. Il fut détruit en 1993 après l’éclatement de l’ex-Yougoslavie, puis reconstruit à l'identique entre 2001 et 2004 grâce au financement de plusieurs organismes internationaux et pays européens.